# Rhinacanthus beesianus
Rhinacanthus beesianus är en akantusväxtart som beskrevs av Friedrich Ludwig Diels. Rhinacanthus beesianus ingår i släktet Rhinacanthus och familjen akantusväxter. Inga underarter finns listade i Catalogue of Life.